# Sant'Albano Stura
Sant'Albano Stura (en français Saint-Alban) est une commune italienne de la province de Coni, dans la région Piémont.

## Géographie
La commune est située sur la rive gauche du Stura di Demonte – donnant son épithète à Sant'Albano – à environ 5 kilomètres de Fossano et 15 km de Coni et Mondovi. 

### Communes limitrophes
Les communes limitrophes de Sant'Albano Stura sont : Fossano, Magliano Alpi, Montanera, Morozzo, Rocca de' Baldi et Trinità.

### Hameaux
Les frazione de Sant'Albano Stura sont Dalmazzi, Ceriolo et Consovero, cette dernière étant partagée avec la commune de Morozzo.

## Histoire
En 2009, la plus grande nécropole lombarde d'Italie, riche de 760 tombes, est découverte à Sant'Albano Stura.

## Économie
En plus des exploitations agricoles, l'activité économique de la ville repose sur une petite industrie chimique.

## Administration

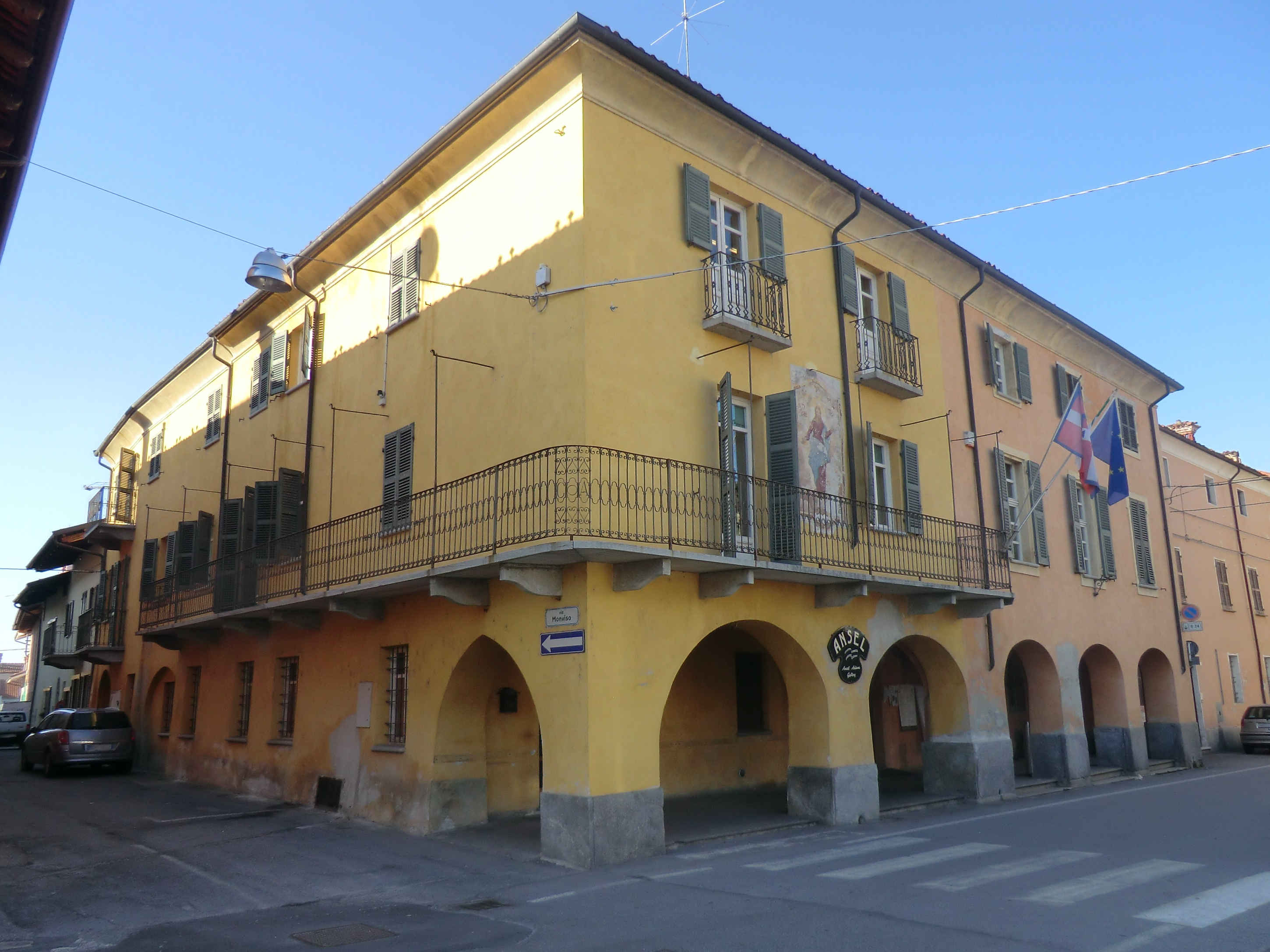
Mairie de Sant'Albano Stura.

| Période                                  | Période  | Identité         | Étiquette                         | Qualité |
| ---------------------------------------- | -------- | ---------------- | --------------------------------- | ------- |
| 2004                                     | 2009     | Giuseppe Audetto | Liste civique                     |         |
| 2009                                     | 2014     | Donatella Operti | Liste civique Sant'Albano Insieme |         |
| 2014                                     | en cours | Giorgio Bozzano  | Liste civique                     |         |
| Les données manquantes sont à compléter. |          |                  |                                   |         |